# Xestia rufata
Xestia rufata là một loài bướm đêm trong họ Noctuidae.